# Френска революционна армия
Френската революционна армия (на френски: Armée révolutionnaire française) или още и само Революционната армия са въоръжените сили на Франция в периода между падането на Стария ред (1792) и възникването на първата Френска империя на Наполеон I Бонапарт (1804). Ерата на френската революционна армия се характеризира с революционен ентусиазъм, както и с недобра военна подготовка, дисциплина и въоръжение. Революционната армия реализира променливи „военни успехи“ срещу защитниците на „мракобесието и реакцията“ от останалите монархии в Европа. Най-изявените военачалници на революционната армия са генералите Жан Моро, Андре Масена и по-сетнешният първи консул и първи френски император Наполеон I Бонапарт.

## Образуване
След замяната на стария режим с конституционна монархия и по-късно република в периода 1789 – 92 цялата вътрешна организация на страната е подчинена на девиза „Свобода, равенство, братство“. Останалите европейски монархии първоначално възприемат революцията като поредния бунт и се противопоставят истински едва след екзекуцията на крал Луи XVI. Началото на обединена опозиция срещу Франция е поставено с подписването на споразумение за отбранително-настъпателни действия през август 1791 г. между Леополд II, император на Свещената Римска империя (по-известна като Австрия) и Фридрих Вилхелм II. То е възприето като национална заплаха от Законодателното събрание на Франция и на 20 април 1792 г. то обявява война на Хабсбургите, а след няколко седмици кралство Прусия се присъединява на страната на Австрия. За оцеляването на републиката е необходима силна армия, което налага реформиране на съществуващите въоръжени сили.
Почти всички офицери по време на стария режим произлизат от аристокрацията. По време на бурните събития преди окончателното падане на монархията голям брой офицери напускат постовете си и емигрират, като само между 15 септември и 1 декември 1791 броят им е 2160. Те се присъединяват към т.нар. емиграционна (émigré) контрареволюционна армия на принц Луи V дьо Конде. Повечето от тези, които остават на постовете си си, са хвърлени в затвора или екзекутирани по време на якобинската диктатура и царството на терора. Малко на брой офицери запазват постовете си и бързо напредват в кариерата – например маркиз Лафайет, граф Рошамбо и граф Люкнер, но и те скоро биват обвинени в симпатии към монархията и също загиват или са принудени да напуснат армията. Това означава, че на тяхно място се появяват новопроизведени офицери от незнатен произход, значително по-млади от заварените. Генералско звание получават 24-годишният Лазар Ош – син на коняр, Жан-Батист Клебер – син на зидар, Жоашен Мюра – син на кръчмар.
Реформирането на армията се вижда най-добре в командването. Преди революцията 90% от командирите са аристократи, докато през 1794 те са само 3%. По време на Конвента революционната бдителност се наблюдава отблизо от Комитета за обществено спасение, който изпраща свои емисари да наблюдават генералите. От войниците се изисква да се подчиняват не на генералите, а на правителството в Париж.
Под влияние на революционните настроения в течение на цялата 1790 г. кралската армия се разлага отвътре. Войниците се бунтуват срещу офицерите, нападат и присвояват полковите каси, разпродават оръжие и униформи, съпротивляват се не всеки опит за установяване на ред и дисциплина. Основната реорганизация на армията протича през 1791 и 1792 г. Новите офицери вече се избират и цялата структура се променя. Батальони от доброволци-новобранци се смесват с редовни части, останали от кралската армия. Тази политика на амалгамиране (amalgame) е заслуга на Лазар Карно, чиито административни умения му печелят прозвището Организаторът на победата.

## Начало на войните
През август 1792 г. австро-пруски сили начело с херцога на Брауншвайг нахлуват във Франция с цел да възстановят монархията. Незабавната последица от инвазията е щурмът на двореца Тюйлери на 10 август и арестът на краля. Депутатите от Законодателното събрание провъзгласяват монархията за свалена. Част от умерените политици, привърженици на конституционната монархия, емигрират, а друга част се опитват да организират съпротива в провинцията. По това време има две самостоятелни френски армии – Северна в околностите на Седан, под командването на генерал Дюмурие, и Източна в Мец, командвана от Келерман.
Към средата на септември Париж е под заплахата от превземане от чуждите нашественици и събранието заповядва обединение на всички налични сили. Решено е двете армии да се обединят в околностите на Валми, на север от Марна. Там на 20 септември 1792 г. се провежда и решителното сражение – битката при Валми, в което австро-пруските сили срещат сериозен отпор и са принудени да отстъпят.
В същия ден по едно съвпадение започва работата си и националният Конвент, в който са избрани 750 депутати. На 21 септември той приема декрет за премахване на кралската власт и установяване на Първа френска република, провъзгласена официално на 22 септември 1792 г. Френската армия вече е лоялна на републиката, а не на краля.
На 21 януари 1793 г. Луи XVI е екзекутиран. През февруари Конвентът с декрет обявява 300-хиляден набор на войници за армията, в резултат на което избухва Вандейското въстание. Вандея е с преобладаващо селско население, привързано към традиционните религиозни, морални и нравствени ценности. Въпреки патриотичните призиви някои французи се отклоняват съзнателно от военна повинност и дори саботират изпълнението на декрета. Районът се отличава с голямо влияние на църквата и след гилотинирането на краля свещениците настройват местното население срещу републиката:с. 136. Наборът се проваля, тъй като се записват твърде малко войници. Заповедта департаментите да съберат определени контингенти също се оказва невъзможна за изпълнение. При тези обстоятелства идват поражението при Неервинден и предателството на генерал Дюмурие, а заплахата за републиката нараства. На 6 април управлението поема Комитет за обществено спасение. След въстанието от 31 май – 2 юни на власт идват якобинците-монтаняри. Те написват нова конституция, която дава граждански права на всички пълнолетни мъже и затова изискват всички да бъдат съпричастни към каузата на войната, но тя така и не влиза в действие. Начело на военното министерство застава енергичният Лазар Карно. Докато Робеспиер с кръв налага волята на правителството в страната, Карно организира масова мобилизация за попълване на армията (така нареченото levée en masse) за всички мъже между 18 и 25 години. В резултат в армията постъпват много ентусиазирани, но необучени и недисциплинирани доброволци, сред които много санкюлоти. В края на 1793 г. вече са окомплектовани четиринадесет армии. Начело Карно поставя способни офицери като Жан-Шарл Пишегрю, Жан Виктор Моро, Жан-Батист Клебер и Жан Батист Журдан и френската революционна армия започва да постига успехи.